# Accordo centroeuropeo di libero scambio
L'accordo centroeuropeo di libero scambio o CEFTA, (dall'acronimo inglese Central European Free Trade Agreement) è un accordo di libero scambio tra la Macedonia del Nord, la Serbia, il Kosovo, la Bosnia ed Erzegovina, il Montenegro, l'Albania e la Moldavia. Precedentemente ne erano membri anche Polonia, Repubblica Ceca, Slovacchia, Ungheria, Slovenia, Romania, Bulgaria e Croazia.

## Membri

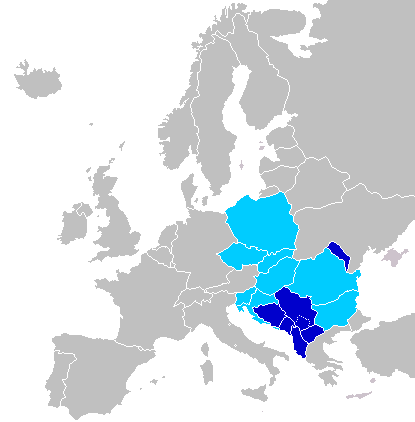
Stati membri attuali
Precedenti Stati

Stati membri attuali
     	
Precedenti Stati
| Stati                | Adesione | Recesso |
| -------------------- | -------- | ------- |
| Polonia              | 1992     | 2004    |
| Ungheria             | 1992     | 2004    |
| Rep. Ceca            | 1992     | 2004    |
| Slovacchia           | 1992     | 2004    |
| Slovenia             | 1996     | 2004    |
| Bulgaria             | 1998     | 2007    |
| Romania              | 1997     | 2007    |
| Croazia              | 2002     | 2013    |
| Macedonia del Nord   | 2006     |         |
| Albania              | 2007     |         |
| Bosnia ed Erzegovina | 2007     |         |
| Kosovo               | 2007     |         |
| Moldavia             | 2007     |         |
| Montenegro           | 2007     |         |
| Serbia               | 2007     |         |

## Storia

### L'accordo iniziale
Il CEFTA fu creato da Polonia, Ungheria e Cecoslovacchia (il cosiddetto "Gruppo di Visegrád") il 21 dicembre 1992 a Cracovia ed entrò in vigore il luglio del 1994. L'accordo fu emendato una prima volta l'11 settembre 1995 a Brno e una seconda volta il 4 luglio 2003 a Bled.
La Slovenia è entrata a far parte del CEFTA nel 1996, la Romania nel 1997, la Bulgaria nel 1999, la Croazia nel 2002, la Repubblica di Macedonia nel 2006, mentre Serbia, Bosnia-Erzegovina, Montenegro, Albania e Moldavia nel 2007.
Attraverso il CEFTA gli stati membri speravano di accelerare i propri sforzi di integrazione nelle istituzioni dell'Europa dell'ovest e attraverso queste partecipare alla politica, economia, sicurezza e sistema legale europei consolidando le proprie democrazie e il proprio sistema di mercato.
Tutti i paesi membri avevano già firmato un accordo di stabilizzazione e associazione con l'Unione europea, nei fatti il CEFTA è servito come preparazione per il pieno ingresso nell'UE: una raccomandazione prevedeva infatti che i futuri membri si dovessero preparare anche attraverso un'area di libero scambio tra di loro. Tutti i paesi CEFTA hanno fatto domanda di ingresso nell'UE: Polonia, Repubblica Ceca, Ungheria, Slovacchia, Slovenia sono entrate nell'UE il 1º maggio 2004, Bulgaria e Romania il 1º gennaio 2007, la Croazia il 1º luglio 2013. Com'è ovvio una grande quantità degli scambi del CEFTA avviene con gli stati dell'UE.
Nello stesso periodo in cui fu creato il CEFTA, gli Stati baltici ottennero l'indipendenza dall'Unione sovietica e crearono un'analoga area di libero scambio, chiamata BAFTA, che cessò di esistere quando Estonia, Lituania e Lettonia entrarono nell'UE il 1º maggio 2004.

### Il nuovo accordo
Tutti gli stati membri che hanno lasciato il CEFTA nel 2004 e nel 2007 sono diventati membri UE. Su suggerimento dell'UE il CEFTA è stato conservato e trasformato per coprire il resto degli stati dei Balcani che già hanno completato una serie di accordi di stabilizzazione con l'UE nel quadro del Patto di stabilità per il sud est d'Europa.
Il 6 aprile 2006, al Summit dei primi ministri dell'Europa sud-orientale a Bucarest, è stata adottata una dichiarazione congiunta sull'allargamento del CEFTA a Albania, Bosnia ed Erzegovina, Kosovo, Moldavia, Serbia e Montenegro. È stato inoltre discusso un eventuale ingresso dell'Ucraina.
Il nuovo e allargato accordo centroeuropeo di libero scambio che prenderà il posto dell'esistente CEFTA ha preso vita il 9 novembre 2006 a Bruxelles ed è stato firmato ufficialmente il 19 dicembre 2006 al Summit dei primi ministri dell'Europa sud-orientale a Bucarest. Il nuovo accordo è stato firmato da Albania, Bosnia ed Erzegovina, Croazia, Kosovo, Macedonia, Moldavia, Montenegro e Serbia. Tra il luglio ed il settembre 2007 è stata effettuata la ratifica dell'accordo in tutti gli stati membri.

## Criteri per l'accesso
Precedenti criteri, dichiarazione di Poznań:
- membro dell'Organizzazione mondiale del commercio (WTO)
- firma dell'accordo di stabilizzazione e associazione con l'Unione europea con raccomandazioni per la futura adesione
- accordo di libero scambio con i membri CEFTA

Attuali criteri dall'incontro di Zagabria del 2005:
- membro dell'Organizzazione mondiale del commercio o impegno a rispettare tutte le regole dell'OMC
- qualsiasi accordo di associazione con l'Unione europea
- accordo di libero scambio con i membri CEFTA